# Тиждень видимості лесбійок
Тиждень видимості лесбійок (пов'язаний з Днем видимості лесбійок) — це щорічне свято в США, Великобританії та інших країнах, спрямоване на підвищення обізнаності про лесбійок та про їх проблеми (такі як стирання лесбійок, лесбофобія, сексуальне здоров'я). Спочатку відзначалося в липні 1990 року в Каліфорнії, а нещодавно у квітні, починаючи з Дня видимості лесбійок 26 квітня його відзначають в Англії та Уельсі.

## Історія
У середині липня з 1990 по 1992 рік у Західному Голлівуді щорічно відзначався Тиждень видимості лесбійок. Він був задуманий через фрустрацію лесбійської спільноти більшою видимістю геїв, ніж лесбійок, і призначений для підвищення обізнаності та соціально-політичного капіталу.
Тиждень координували Комітет лесбійок у Західному Голлівуді та Лос-Анджелеський центр геїв і лесбійок. Він був присвячений підвищенню обізнаності про лесбійську ідентичність, а також відзначенню лесбійської спільноти. Святкування було «поєднанням культурної програми, семінарів, присвячених поточним і майбутнім потребам, церемоній нагородження та соціальних заходів». Заходи включали покази фільмів, обговорення безпечного сексу, виставки собак, марші тощо.

## Сучасність

### 2020 рік
У 2020 році Лінда Райлі, видавниця журналу Diva, розпочала новий Тиждень видимості лесбійок. Інавгураційний тиждень тривав з 20 квітня 2020 року до Дня видимості лесбійок, 26 квітня. Серед ЛГБТ-доповідачок були президент GLAAD Сара Кейт Елліс Гендерсон, ведуча новин BBC Джейн Гілл і засновниця британського Чорного прайду Філл Опоку Гійма. Деякі бренди та компанії проводили власні заходи.

### 2021 рік
Тиждень видимості лесбійок 2021 проходив з 26 квітня по 2 травня 2021 року за підтримки журналу DIVA, Stonewall (благодійна організація) та Facebook. Протягом цього тижня мер Лондона Садік Хан вивісив лесбійський прапор на мерії Лондона, щоб розпочати тиждень.

## Пов'язані дати
Міжнародний день лесбійок — це свято, яке відзначається щорічно 8 жовтня. Він почався в Новій Зеландії в 1980-х роках і відзначається переважно в Новій Зеландії та Австралії.
Національний день видимості лесбійок (порт. Dia Nacional da Visibilidade Lésbica) — встановлена дата в Бразилії, створена бразильськими лесбійськими активістками та присвячена даті, коли відбувся 1-й національний лесбійський семінар — Senale, 29 серпня 1996 року. Це відбувається кожного 29 серпня починаючи з 2003 року.

## У культурі
У День видимості лесбійок виступили кілька знаменитостей, зокрема Меган Рапіно, Да Брат і Ліна Вейт.